# Lope Diaz III de Haro
Lope Díaz III de Haro (? - Alfaro, 8 juin 1288), fils de Diego Lopez III de Haro et Constance de Béarn. Il a été le huitième seigneur de Biscaye, entre 1254 et 1288.

## Vie
Il prend la seigneurie de Biscaye, encore mineur, après le décès de son père et comme celui-ci avait eu des conflits avec le roi de Castille Alphonse X le Savant, jusqu'au point de changer de seigneur, se mettant sous les ordres du roi de Navarre, Lope a été porté par ses tuteurs à Estella en 1255 pour offrir également ses services au roi navarrais.
Par la suite il a dû se réconcilier avec le roi de Castille, pour lui confirmer les privilèges sur Haro que son père avait perdu et a été nommé chevalier par Ferdinand de la Cerda, aîné d'Alphonse X.
Après le décès de Ferninand en 1275, son fils Alphonse de la Cerda et son frère Sanche on a commencé à contester la succession du royaume de Castille. Lope a décidé de soutenir Sanche, qui, au début, avait aussi l'appui d'Alphonse, mais en 1282 celui-ci s'est mis à soutenir son petit-fils, privant Lope de la seigneurie de Haro, en faveur de l'Infant Jaime, qui mourra en 1283 à dix-huit ans. Raison probable qu'il ne la prenne pas en possession.
Alphonse X décède le 4 avril 1284 et Sanche est nommé roi de Castille. Celui-ci était marié avec María de Molina, sœur de la femme de Don Lope Díaz III, le seigneur de Biscaye était le beau-frère du roi Don Sanche. Ceci a donné à Lope un grand pouvoir, en le nommant Majordome royal, Chancelier et Sous-lieutenant, avec la restitution de Haro et du gouvernement de toute la région, depuis Burgos jusqu'à la Cantabrie.
En 1287 il est regent du royaume avec l'évêque d'Astorga.
L'ambition démesurée de Lope soulève des protestations d'autres nobles et a provoqué beaucoup de problèmes au roi Sanche IV de Castille. Celui-ci se trouvant à Alfaro le 8 juin 1288, il convoque, entre autres nobles, l'Infant Don Juan et Don Lope, pour leur réclamer les châteaux qu'ils avaient usurpé. Le ton de la discussion montant, on ordonne la saisie de celui de Haro.
« Fue entonces cuando éste … se levantó mucho asina e dijo: "¿Presos? ¿Cómo? ¡A la merda! ¡Oh, los míos!" e metió mano a un cuchillo e dejóse ir para la puerta donde estaba el Rey el cuchillo sacado e la mano alta … ballesteros e caballeros, veyendo que el Conde iva contra el Rey, firieron al Conde, e diéronle con una espada en la mano, e cortáronsela, e cayó luego la mano en tierra con el cuchillo; e luego diéronle con una maza en la cabeza, que cayó en tierra muerto. »
« C'est alors que celui-ci… se leva promptement et dit : « Prisonniers ? Comment ? À la merda ! Oh, les mien ! » et il met la main à un couteau et tente d'aller vers la porte où se trouvait le Roi le couteau sorti et la main levée… ballesteros et les chevaliers, voyant que le Comte allait contre le Roi, virent le comte, avec un couteau dans la main, la lui coupèrent, tombant ensuite la main à terre avec le couteau ; et ensuite l'achevèrent avec une masse dans la tête, qui est tombée en terre mort. »

## Descendance
Il épouse en 1272 Jeanne de Molina, fille de l'infant Alphonse de Molina, lui-même fils du roi Alphonse IX de León, avec laquelle il a eu deux enfants :
- Diego Lopez IV de Haro, seigneur de Biscaye ;
- María Díaz I de Haro, dame de Biscaye après son frère.